# Berberis sikkimensis
Berberis sikkimensis là một loài thực vật có hoa trong họ Hoàng mộc. Loài này được (C.K.Schneid.) Ahrendt mô tả khoa học đầu tiên năm 1942.